# Ferramenta de trapaça

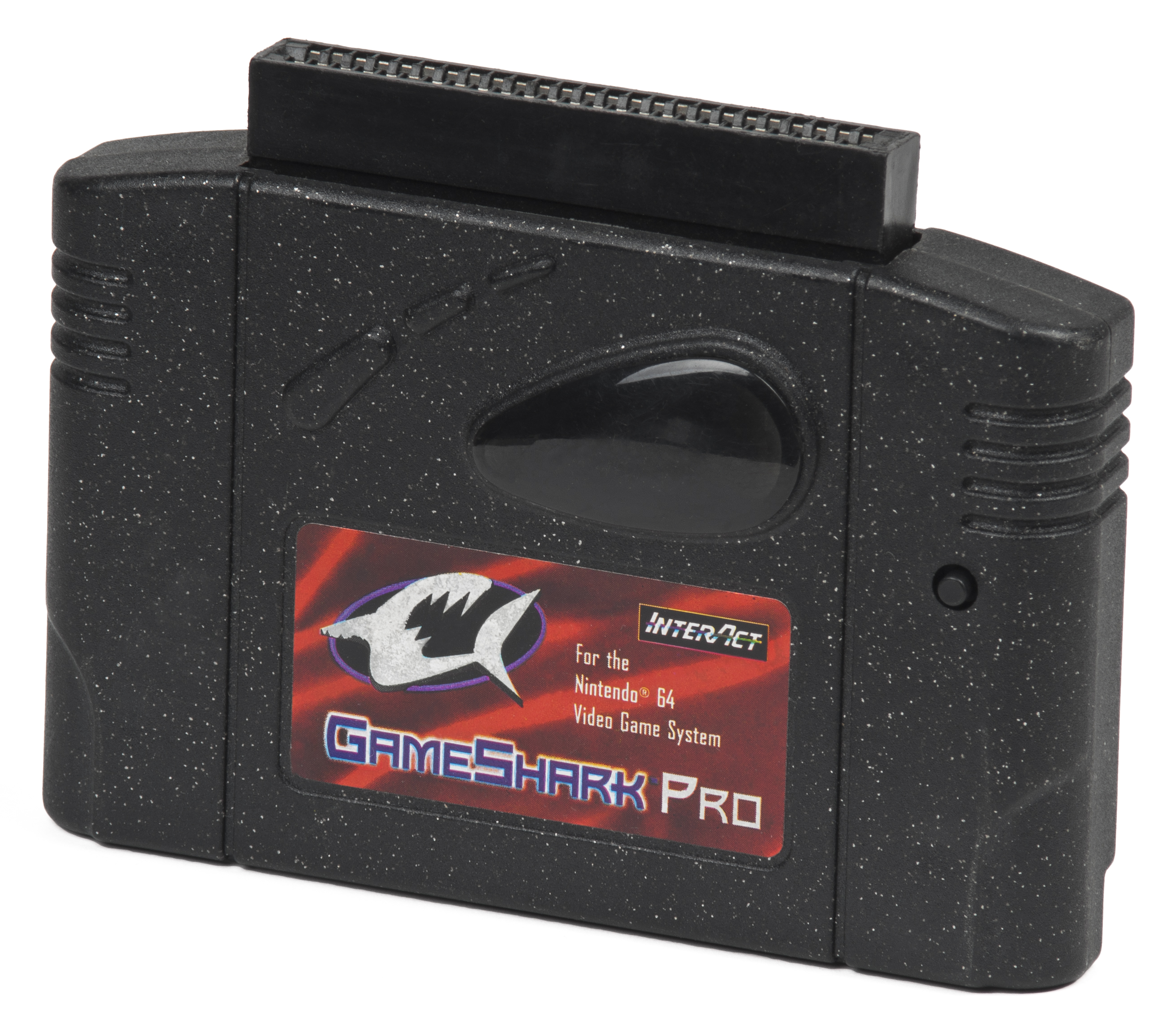
Cartucho do GameShark para Nintendo 64.

Ferramenta de Trapaça, antigamente chamada de Cartucho de Trapaça (termo atualmente pouco usual, já que os cartuchos foram trocados por mídias opticas) é um dispositivo que se conecta a qualquer tipo de console de videogame que permite que um usuário introduza códigos de fraude especiais para manipular um game de uma forma não permitida pela sua programação original. Geralmente, o efeito permite ao usuário ganhar vidas infinitas, munições, desvendar segredos (easter eggs) ou fazer coisas que permitam uma vantagem injusta (ou desvantagem em alguns casos). Alguns jogos têm códigos para ativar níveis, armas ou itens não liberados que podem não estar disponíveis normalmente e alguns até têm códigos para acessar os menus de depuração usados pelos programadores (como para testes beta).
Em consoles que utilizam cartuchos, elas funcionam quase do mesmo modo que os adaptadores de NTSC – PAL. Ou seja, você coloca o cartucho no acessório, e depois coloca-o na entrada do aparelho. Um sinal enviado do cartucho seria interceptado pelo cartucho de trapaça e, antes de transmitir a mensagem pro seu videogame, o dispositivo alterava o código do jogo pra benefício do jogador. Já nos consoles que se utilizam de mídias opticas, elas deveriam ser carregadas antes do jogo. Existem ainda
Atualmente existem inúmeras destas ferramentas, sendo a mais famosa delas o GameShark. As diferenças entre os inúmeros Cheat Carts são poucas, mas existem. Por exemplo, com o Pro Action Replay acha os códigos para você automaticamente, enquanto que no Game Genie eles precisam ser colocados manualmente. Por manipularem os códigos dos jogos, muitas das empresas que produzem estas ferramentas sofrem processos das empresas produtoras dos jogos por quebra de propriedade intelectual.

## História
A primeira Ferramenta de Trapaça foi o Konami Game Master, lançado em 1985 pela Konami para os computadores MSX e permitia pular fases, adicionar vidas, alterar a velocidade do jogo e até salvar o seu progresso, algo impensável para a época. Bastava escolher as trapaças em um menu e ativa-las. Porém, ela só funcionava nos próprios jogos da Konami.
4 anos depois, a empresa britânica Codemasters criou o "Game Genie", para o console NES, que era encaixado entre o cartucho e o console. Ele foi lançado nos EUA pelas empresas Camerica e Galoob Toys, e foi a primeira ferramenta de trapaças a usar um sistema de códigos, o que acabou gerando forte reação da Nintendo, que abriu um processo numa corte dos EUA contra a Galoob Toys por violação de direitos autorais. Segundo a fabricante do NES, o Game Genie violava os seus direitos autorais por distorcer a experiencia do jogo originalmente proposta. Desta forma, enquanto o processo rolava, as vendas do Game Genie foram interrompidas nos EUA, mas não no Canadá, e em muitas revistas especializadas da época, a Galoob Toys fazia propaganda do Game Genie colocando a frase: “Thank You Canada” (“Muito Obrigado Canadá”, em bom português).
Vale ressaltar que antes do processo a Galoob Toys entrou em contato com a Nintendo para oferecer o Game Genie como um produto oficial licenciado, mas a Nintendo não quis, por entender que o Game Genie reduzia a diversão do jogo. A Nintendo inclusive produziu até alguns jogos que intencionalmente travavam se utilizados com o Game Genie. No julgamento, a Nintendo perdeu o caso, com os tribunais entendendo que o uso do Game Genie não resultava em uma obra derivada. O Game Genie, então, voltou a ser vendido nos EUA, mesmo sem ser licenciado pela Nintendo. Mais tarde, quando a Galoob Toys começou a produzir uma versão de seu Game Genie para o Mega Drive, a Sega licenciou o produto.
O problema de a Nintendo ter perdido o processo foi que a comunidade de jogos interpretou que a modificação de jogos após a compra era lícita. E se isso era lícito, então também estava autorizado fazer modificações no próprio jogo, como deixar todas as mulheres com os seios expostos. E isso acabou se tornando um negócio lucrativo e periogoso. Conforme publicado em uma matéria do Wall Street Journal: "Os cheats são o equivalente nos eSports ao uso de drogas de aumento de performance nos esportes, proibidas em todo o mundo pelas políticas antidoping."
Assim, com o aumento dos jogos online, as empresas produtoras dos jogos tem processado as empresas produtoras destas ferramentas por quebra de propriedade intelectual e competição desleal. As desenvolvedoras afirmam que, por causa desses softwares de trapaça, milhões de dólares são perdidos em vendas, e que eles também arruínam a experiência de outros jogadores. O problema está no fato de que o uso de programas ilegais muitas vezes dá vantagens injustas para os jogadores, que acabam com isso criando maneiras de ganhar dinheiro e, em alguns casos, mascarando atividades criminosas que podem colocar os jogadores em situações onde seus dados pessoais podem ser facilmente obtidos. Além disso, esse tipo de programa infla artificialmente as habilidades dos jogadores, criando disparidades enormes que são extremamente impactantes em filas ranqueadas.
Em julho de 2016, a Blizzard (produtora do jogo Overwatch) abriu um processo contra a empresa alemã Bossland (que produz uma destas ferramentas) por "distribuir cheats, bots e oferecer ferramentas de hacking para seu jogo". Em fevereiro de 2017, a justiça deu ganho de causa a Blizzard, por entender que "a ferramenta causa detrimentos ao estúdio por criar e distribuir hacks específicos para seus games". A decisão também fala do dano de reputação que esses hacks podem causar para a Blizzard, reconhecendo o potencial de insatisfação de jogadores que entram em contato com outros usuários usando a tecnologia da Bossland.